# Jacques Samuel Blanchet
Jacques Samuel Blanchet (Moudon, 1807 - Vevey, 1875) fue un empresario, y botánico amateur suizo.
Se instala en Bahia, Brasil, de 1828 a 1856, y envía muchos especímenes de Historia natural a los naturalistas de Europa. Se encuentran copias de esos especímenes, de sus colecciones de Brasil, en el Museo de Ginebra, y en los de París, Bolonia, Viena y de Múnich.

## Algunas publicaciones

### Libros
- stefano Moricand, jacques samuel Blanchet. 1846. Mémoire sur les coquilles terrestres et fluviatiles, envoyées de Bahía par M.S. Blanchet. 66 pp.

## Honores

### Epónimos
- (Asteraceae) Blanchetia DC.[1]
- (Malvaceae) Blanchetiastrum Hassl.[2]

## Fuente
- Index Collectorum